# Sanchicorrota

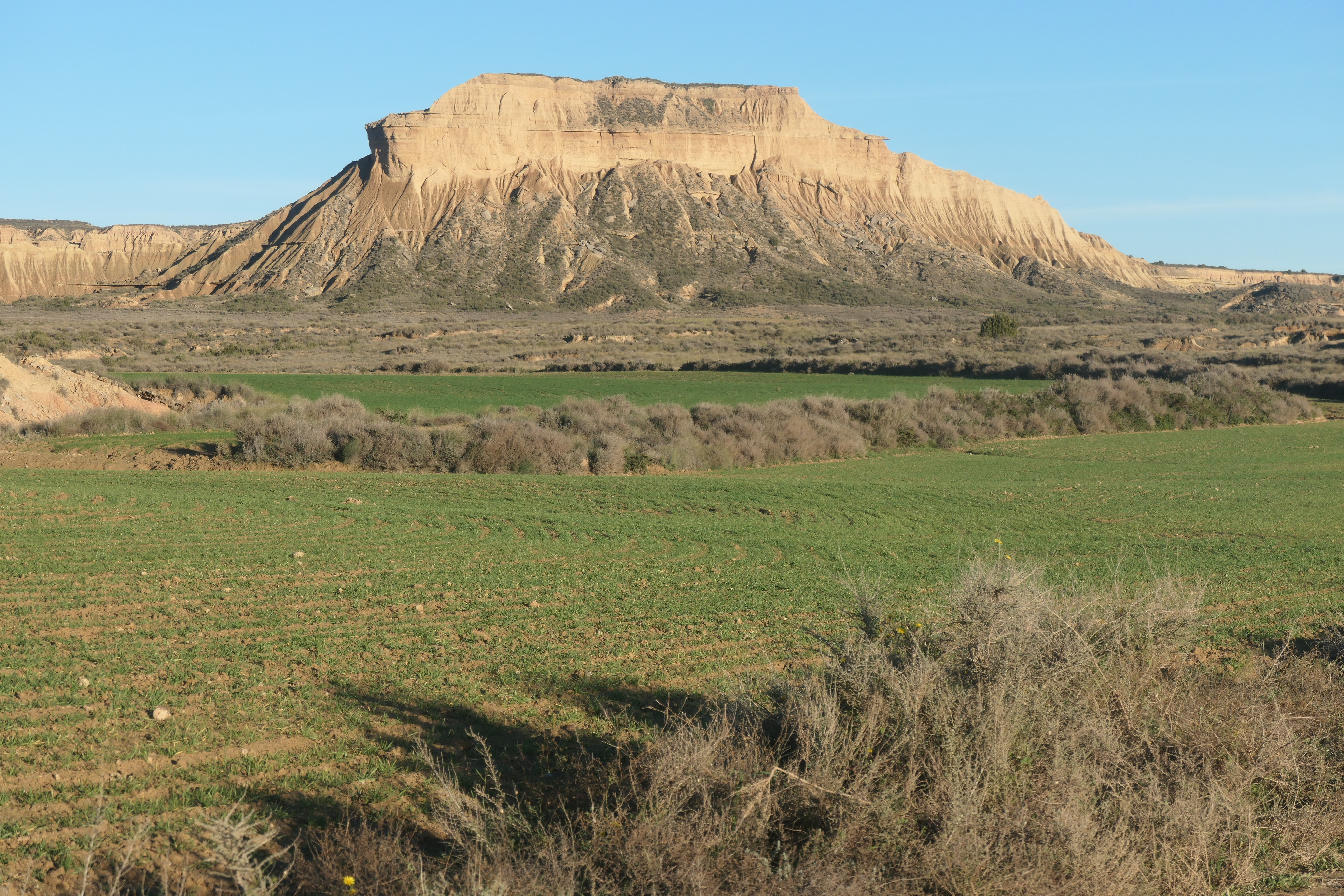
Relief connu sous le nom de Cabezo de Sanchicorrota, dans les Bardenas Reales.

Sanchicorrota ou Sancho de Rota est un bandit plus ou moins légendaire qui vivait au XVe siècle dans la région hostile des Bardenas Reales en Navarre. Sanchicorrota est présenté comme le « fléau des muletiers, des diligences et des caravanes royales » mais aussi comme une sorte de Robin des Bois, volant les riches pour donner aux pauvres.  

## Légende
La légende le fait naitre à Cascante. Il exerce d'abord la profession de meunier (Sancho Errota, soit « Sancho le Meunier » en basque). Un jour dans une dispute il tue un homme — simple voisin ou percepteur d'impôts selon les versions. Il doit prendre la fuite, et rejoint les bandits de grand chemin qui écument les Bardenas Reales. Fuyant les troupes royales qui cherchent à rétablir l'ordre dans la région, il trouve dans ces terres désertes de nombreuses cachettes, et notamment une cavité qui porte encore son nom, creusée sur la colline d'El Rallón, dans la Bardena Blanca près du massif de La Piskerra.
Des légendes le décrivent assassinant les voisins qui l'avaient aidé à construire son refuge afin qu'ils ne le trahissent pas, ou encore ferrant son cheval à l'envers pour tromper les forces de l'ordre.
Finalement acculé par l'armée de « quelque 200 chevaliers » dépêchée contre lui par Jean II d'Aragon en 1452, il se suicide d'un coup de poignard plutôt que de se rendre. Sa dépouille est promenée en trophée dans les villes limitrophes des Bardenas (Arguedas, Valtierra...), avant d'être exposée sur une potence au centre de la vieille ville de Tudela.

## Postérité
Lui sont consacrés :
- le roman de Kepa Arburua Olaizola, Sanchicorrota, le bandit des Bardenas, 2006 (ISBN 978-2-9523988-4-8) ;
- le film Dime quien era Sanchicorrota (2013) de Jorge Tur Molto[5].

Le roman historique Doña Blanca de Navarra de Francisco Navarro Villoslada en fait l'agresseur de son héroïne contemporaine Doña Blanca, enfermée au château de Peñaflor, et le fait mourir sous les coups de l'ami de celle-ci, Gimeno. Une version récente de la légende amalgame différemment l'histoire du bandit et de l'héritière malheureuse du trône de Navarre : Sanchicorrota, éperdu d'amour, venait rendre visite la nuit dans sa prison à cette princesse Blanche de Navarra, sœur du prince de Viana, emprisonnée par son propre père, Jean II d'Aragon pour avoir refusé d'épouser un prétendant lié aux intérêts du roi.

## Pour aller plus loin
- (es) Mikel Santos, El truco de Sanchicorrota : el bandido de las Bardenas, Diario de Navarra, 2012, 32 p. (ISBN 978-84-15375-20-3, lire en ligne)